# 국립고궁박물관
국립고궁박물관(國立古宮博物館, National Palace Museum of Korea)은 궁중유물의 연구·조사·수집·보관 및 전시에 관한 사무를 관장하는 대한민국 국가유산청의 소속기관이다. 2005년 8월 16일 발족하였으며, 서울특별시 종로구 효자로 12(경복궁 내)에 위치하고 있다. 관장은 고위공무원단 나등급에 속하는 일반직공무원 또는 학예연구관으로 보한다.
조선, 대한제국 시대의 왕실 복식 및 생활 관련 유물 약 90,000여 점을 소장·전시하고 있다. 국립고궁박물관은 경복궁 내에 위치하고 있다.

## 연혁
1908년 9월에 황실박물관으로 개관하였다.
문화재청은 1980년대 중반부터 창경원을 창경궁으로 복원하고 일제에 의해 헐린 경복궁 전각들을 복원해나가기 시작했다. 그 과정에서 1992년 10월에는 4대 궁궐과 종묘, 능원 등에 흩어져 있던 궁중문화재를 모아 덕수궁 석조전에 궁중유물전시관을 개관하기도 했다.
하지만 덕수궁 석조전은 전시공간과 수장 공간이 턱없이 부족하고 규모조차 너무 작아 왕실문화를 홍보하고 연구 보존하는 데 수많은 어려움에 부딪혔기에 문화재청은 1993년 옛 국립중앙박물관이자 조선총독부 건물이 있었던 자리에 왕궁박물관을 개관하기로 결정하고 조선총독부 건물을 철거하였다. 이후 철저한 준비 끝에, 광복 60주년인 2005년 8월 15일에 덕수궁 석조전에서 경복궁 내 옛 국립중앙박물관 자리로 이전 개관하였다.
2004년 11월 '조선왕실역사박물관추진단'을 발족하여 박물관 설치를 준비했으며, 다음해 3월 '국립고궁박물관'으로 명칭을 확정하고 그해 8월 개관하였다. 이후 2007년 11월 전관개관하였다.

### 연표
- 1992년 10월 30일: 문화재관리국 소속으로 궁중유물전시관 설치.[2]
- 1999년 5월 24일: 문화재청 소속으로 변경.[3]
- 2005년 8월 16일: 국립고궁박물관과 덕수궁관리소로 개편.[4]

## 조직

### 관장
- 기획운영과[5]
- 전시홍보과[6][7]
- 유물과학과[6]

## 소장품
국보와 보물로는 아래와 같은 것들이 있으며, 이것 외에도 흥선대원군의 아버지인 남연군을 장지까지 운반했던 국가민속문화재 제31호로 지정된 남은들상여가 있다.

### 국보
| 번호  | 등록명                | 한자명                | 등록일           | 위치       |
| ----- | --------------------- | --------------------- | ---------------- | ---------- |
| 228호 | 천상열차분야지도 각석 | 天象列次分野之圖 刻石 | 1985년 8월 9일   | 과학문화실 |
| 310호 | 백자 달항아리         | 白磁 壺               | 2007년 12월 17일 | -          |

### 보물
| 번호     | 등록명                     | 한자명                     | 등록일           | 위치       |
| -------- | -------------------------- | -------------------------- | ---------------- | ---------- |
| 837호    | 복각 천상열차분야지도 각석 | 複刻 天象列次分野之圖 刻石 | 1985년 8월 9일   | 과학문화실 |
| 839호    | 신법 지평일구              | 新法 地平日晷              | 1985년 8월 9일   | 과학문화실 |
| 840호    | 신법 지평일구              | 新法 地平日晷              | 1985년 8월 9일   | 과학문화실 |
| 841호    | 간평일구·혼개일구          | 簡平日晷·渾蓋日晷          | 1985년 8월 9일   | 과학문화실 |
| 844호    | 창덕궁 측우대              | 昌德宮 測雨臺              | 1985년 8월 9일   | 과학문화실 |
| 845호    | 앙부일구                   | 仰釜日晷                   | 1985년 8월 9일   | 과학문화실 |
| 856호    | 소총통                     | 小銃筒                     | 1986년 3월 14일  | 과학문화실 |
| 860호    | 비격진천뢰                 | 飛擊震天雷                 | 1986년 3월 14일  | 과학문화실 |
| 932호    | 영조어진                   | 英祖御眞                   | 1987년 12월 26일 | 궁중회화실 |
| 1189-2호 | 박문수 초상                | 朴文秀 肖像                | 2006년 12월 29일 | 궁중회화실 |
| 1442호   | 일월반도도 병풍            | 日月蟠桃圖八 疊屛          | 2005년 8월 12일  | 궁중회화실 |
| 1443호   | 왕세자탄강진하도 병풍      | 王世子誕降陳賀圖十 疊屛    | 2005년 8월 12일  | 궁중회화실 |
| 1444호   | 은입사귀면문철퇴           | 銀入絲鬼面文鐵鎚           | 2005년 8월 12일  | 궁중회화실 |
| 1479호   | 유숙 초상 및 관련 교지     | 柳潚 肖像 및 關聯 敎旨     | 2006년 12월 29일 | 궁중회화실 |
| 1490호   | 이성윤 초상                | 李誠胤 肖像                | 2006년 12월 29일 | 궁중회화실 |
| 1491호   | 연잉군 초상                | 延礽君 肖像                | 2006년 12월 29일 | 궁중회화실 |
| 1492호   | 철종 어진                  | 哲宗御眞                   | 2006년 12월 29일 | 궁중회화실 |

### 등록문화재
| 번호  | 등록명         | 한자명         | 등록일           | 위치       |
| ----- | -------------- | -------------- | ---------------- | ---------- |
| 318호 | 순종어차       | 純宗御車       | 2006년 12월 4일  | 대한제국실 |
| 319호 | 순종황후어차   | 純宗皇后御車   | 2006년 12월 4일  | 대한제국실 |
| 452호 | 은제이화문탕기 | 銀製李花文湯器 | 2009년 10월 12일 | 대한제국실 |
| 453호 | 은제이화문화병 | 銀製李花文花甁 | 2009년 10월 12일 | 대한제국실 |

## 도록
- 국조보감
- 궁중복식 본
- 조선아악 - 이왕직아악부 유성기음반
- 궁중문양판
- 궁중서화 I
- 조선왕실의 각석
- 정조어찰
- 영친왕 일가 복식
- 명성황후의 한글편지와 조선왕실의 시전지
- 조선왕실의 어보
- 문예군주를 꿈꾼 왕세자 효명

## 같이 보기
- 대한민국의 박물관과 미술관 목록
- 대한민국의 국립 박물관 목록